# Realdo Colombo
Matteo Realdo Colombo, também Renaldus Columbus (c. 1516 – 1559), foi um professor de anatomia e cirurgião da Universidade de Pádua, na Itália (1544-1559), aluno e sucessor de Vesálio.

De re anatomica

Sua obra foi publicada sob o nome de De re anatomica, onde apresentava uma descrição completa da circulação pulmonar, e corrigia algumas omissões e erros de seu mestre.
As contribuições para a anatomia e medicina incluem:
- Identificou que a lente (cristalino) localiza-se na parte anterior do olho, não ao centro, como acreditava-se;
- As artérias se expandem a cada pulsação;
- A válvula pulmonar do coração se fecha durante a diástole, impedindo o refluxo sanguíneo;
- O sangue flui desde o lado direito do coração para os pulmões.

O livro é também conhecido por sua descrição do clitóris, chamado por Colombo de "Prazer de Vênus", descoberto no corpo de sua mecenas, D. Inês de Torremolinos, e cujo descobrimento foi reivindicado por Gabriele Falloppio, em obra publicada dois anos após o seu. Caspar Bartholin, o Jovem, no século XVII, descartou ambas atribuições, alegando que o clitóris era conhecido pelos anatomistas desde o século II a.C.
William Harvey, que estudou em Pádua uns 50 anos depois, baseou-se nos trabalhos de Colombo para sua própria teoria sobre a circulação sanguínea.
O escritor Federico Andahazi novelou a vida de Colombo e seus cruciais descobrimentos na obra O Anatomista (1996).